# Buvinda Vallis
Buvinda Vallis es una formación geológica de tipo valle en la superficie de Marte, localizada con el sistema de coordenadas planetocéntricas a 33.84° latitud N y 152.23° longitud E, que mide 134.17 km de diámetro. El nombre fue aprobado por la Unión Astronómica Internacional en el año 2985 y hace referencia al actual río Boyne, República de Irlanda.